# Пащинский, Юрий Геннадьевич
Ю́рий Генна́дьевич Пащи́нский (род. 15 июля 1982, Москва) — российский профессиональный бильярдист. Чемпион мира, чемпион Европы, чемпион России по русскому бильярду. Первый заслуженный мастер спорта по русскому бильярду в мире. Спортсмен, сумевший на официальных соревнованиях повторить легендарный «удар Лемана», продемонстрированный в к/ф «Классик». Обладатель рекордной серии — 52 шара с кия (2010 год). Обладатель четырёх рекордов, занесённых в Книгу рекордов России. Участник второго сезона передачи «Удивительные люди» на федеральном телеканале «Россия-1» (2017 год). В 2020 году запустил Youtube-канал. 

## Личная жизнь
Женат. Имеет двух сыновей.

## Достижения в карьере
- 1997 — второе место на чемпионате России среди юниоров
- 1997 — чемпион Москвы среди юниоров
- 1998 — чемпион Москвы среди взрослых, выполнен норматив мастера спорта
- 1999 — абсолютный чемпион Москвы среди взрослых
- 1999 — третье место на чемпионате России
- 1999 — третье место на чемпионате России
- 2000 — дважды чемпион России среди юниоров
- 2000 — второе место на чемпионате России по снукеру
- 2000 — чемпион Москвы по снукеру
- 2000 — чемпион Кубка Азии
- 2000 — второе место на чемпионате России
- 2001 — чемпион России по снукеру среди взрослых
- 2002 — второе место на чемпионате России
- 2002 — чемпион Кубка Лангони
- 2002 — второе место на чемпионате за Кубок Балкан
- 2004 — чемпион России
- 2004 — чемпион Кубка Лангони
- 2005 — чемпион России
- 2005 — чемпион мира
- 2005 — стал обладателем государственной награды «Доблесть Кузбасса»
- 2006 — чемпион командного Кубка мира
- 2006 — заслуженный мастер спорта
- 2006 — третье место на чемпионате мира
- 2006 — награждён орденом Петра Великого II степени на заслуги в бильярдном спорте
- 2007 — второе место на командном чемпионате мира
- 2007 — обладатель командного Кубка России
- 2007 — третье место на чемпионате мира по комбинированной пирамиде
- 2007 — второе место на чемпионате Европы
- 2007 — второе место на Чемпионате Мира
- 2008 — обладатель командного Кубка России
- 2008 — чемпион Европы
- 2009 — пятнадцатикратный чемпион Москвы по русскому бильярду
- 2009 — трёхкратный чемпион Москвы по снукеру
- 2009 — первое место во втором туре Кубка Европы по свободной пирамиде
- 2009 — победитель троеборья чемпионата России
- 2009 — абсолютный чемпион России
- 2010 — в марте на турнире кубка «ТААТТА» установил мировой рекорд, забив 52 шара с кия[4].
- 2010 — в декабре на чемпионате России 3 тур 2 место.
- 2011 — обладатель Кубка губернатора Кемеровской области
- 2011 — бронзовый призёр чемпионата Европы
- 2011 — бронзовый призёр чемпионата России по троеборью
- 2012 — чемпион России
- 2012 — обладатель Кубка Мира (I этап)
- 2012 — обладатель Кубка губернатора Кемеровской области
- 2012 — второе место на чемпионате мира
- 2012 — бронзовый призёр командного Кубка России
- 2013 — назначен старшим тренером российской сборной по русскому бильярду
- 2013 — в связи с большой нагрузкой был вынужден оставить пост старшего тренера, завоевав за год работы со сборной 3 золотые медали на чемпионатах Мира.
- 2014—2015 — получил второе высшее образование МВА (РГУ нефти и газа (НИУ) имени И. М. Губкина).
- 2016 — первое место в Турнире Звёзд, БК «Роял»
- 2016 — бронзовый призёр Кубка Мэра Москвы
- 2017 — первое место в турнире Микст по свободной пирамиде Prince Open в паре с Дианой Мироновой
- 2017 — выступил с уникальной авторской программой бильярдных фокусов на федеральном телеканале «Россия-1» во втором сезоне передачи «Удивительные люди»[3] (эфир от 29 октября 2017 г.).
- 2018 — бронзовый призёр Кубка «Империи» по московской пирамиде
- 2019 — второе место на Турнире Чемпионов, г. Москва
- 13 сентября 2019 — Установил мировой рекорд «Бильярд, Русская пирамида, Партия с кия за наименьшее количество ударов (14 ударов)». Рекорд зафиксирован в Книге рекордов России[5].
- 2020 — «Книга рекордов России» зафиксировала рекорд Пащинского Юрия от 2010 года «Русский бильярд. Самая длинная серия забитых шаров на официальном турнире (52 шара)»[6].
- 20 декабря 2020 — занял первое место в покерном турнире Гранд финал SPF[7] и установил мировой рекорд "Первый чемпион мира по русскому бильярду, ставший победителем профессионального покерного турнира"[8].
- 23 августа 2021 — «Книга рекордов России» зафиксировала рекорд Пащинского Юрия «Партия с кия на русском бильярде на наибольшей высоте над уровнем моря с первой попытки после восхождения на западную вершину Эльбруса». Результат 4320 м[9].
- 2025 — обладатель Кубка Мурманской области по бильярду памяти Михаила Гаврилова[10].